# Zorzines megaproterva
Zorzines megaproterva là một loài bướm đêm trong họ Noctuidae.